# Otocepheus keningau
Otocepheus keningau är en kvalsterart som beskrevs av Sandór Mahunka 2000. Otocepheus keningau ingår i släktet Otocepheus och familjen Otocepheidae. Inga underarter finns listade i Catalogue of Life.